# Самотракі
Самотра́кі, Самофракія (грец. Σαμοθράκη) — острів на півночі Егейського моря; територія Греції. Площа 178 км², населення 2 723 чоловіка (2001). Найбільше місто і порт — Камарьотіса.
Острів горбистий, висота до 1 586 метрів. Середземноморські чагарники, оливкові гаї. Пам'ятники давньогрецької культури. На Самотракі була знайдена статуя Ніки Самофракійської.